# Кливленд (тауншип, Миннесота)
Кливленд (англ. Cleveland) — тауншип в округе Ле-Сур, Миннесота, США. На 2000 год его население составило 615 человек.

## География
По данным Бюро переписи населения США площадь тауншипа составляет 96,2 км², из которых 86,5 км² занимает суша, а 9,7 км² — вода (10,07 %).

## Демография
По данным переписи населения 2000 года здесь находились 615 человек, 218 домохозяйств и 173 семьи.  Плотность населения —  7,1 чел./км².  На территории тауншипа расположена 301 постройка со средней плотностью 3,5 построек на один квадратный километр. Расовый состав населения: 96,10 % белых, 2,44 % азиатов, 0,33 % — других рас США и 1,14 % приходится на две или более других рас. Испанцы или латиноамериканцы любой расы составляли 0,49 % от популяции тауншипа.
Из 218 домохозяйств в 34,9 % воспитывались дети до 18 лет, в 71,1 % проживали супружеские пары, в 4,6 % проживали незамужние женщины и в 20,6 % домохозяйств проживали несемейные люди. 16,1 % домохозяйств состояли из одного человека, при том 6,0 % из — одиноких пожилых людей старше 65 лет. Средний размер домохозяйства — 2,82, а семьи — 3,14 человека.
25,7 % населения — младше 18 лет, 6,8 % — в возрасте от 18 до 24 лет, 26,0 % — от 25 до 44, 29,9 % — от 45 до 64, и 11,5 % — старше 65 лет. Средний возраст — 41 год. На каждые 100 женщин приходилось 114,3 мужчин.  На каждые 100 женщин старше 18 приходилось 111,6 мужчин.
Средний годовой доход домохозяйства составлял 50 972 доллара, а средний годовой доход семьи —  51 250 долларов. Средний доход мужчин —  31 900  долларов, в то время как у женщин — 22 019. Доход на душу населения составил 21 314 долларов. За чертой бедности находились 0,6 % семей и 1,6 % всего населения тауншипа.